# Grif Skerry
Pour les articles homonymes, voir Grif et Skerry.
Grif Skerry ou Grief Skerry est une île située à environ un kilomètre à l'est de l'île d'East Linga et à environ cinq kilomètres à l'est de l'île de Whalsay, dans l'archipel des Shetland, en Écosse.

## Toponymie
Le nom de l'île est composé des mots gri(e)f, peut-être dérivé du norne, et skerry, dérivé du vieux norrois sker et désignant un îlot rocheux, un écueil. Selon Hamish Haswell-Smith, le nom vient du vieux norrois ou du norne et signifie « écueil de haute mer ».

## Description
L'île est inhabitée mais comporte quelques huttes de pêcheurs. On y trouve également quelques grottes.
Dans les années 1970, l'archéologue sous-marin Robert Sténuit découvre à proximité de Grif Skerry l'épave d'un navire russe (Evstafii) coulée au XVIIIe siècle.

### Article annexe
- Liste des îles des Shetland